# Disjunktni skupovi
Disjunktni skupovi, skupovi čiji je presjek prazan skup odnosno nemaju zajedničkih elemenata.